# Kovácsi (Tevel)

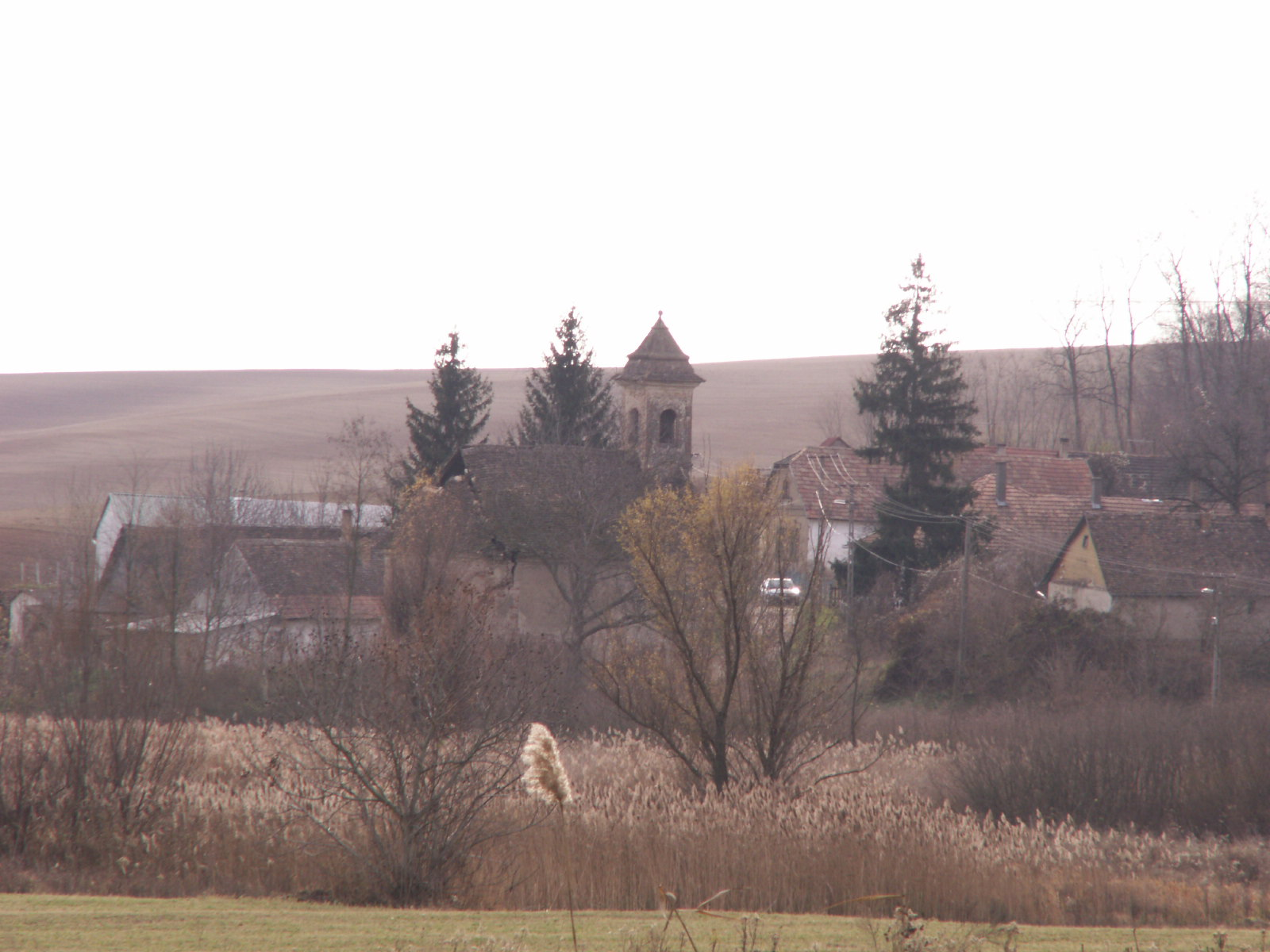
Kovácsi Tevel felől (Závodi utca).

Kovácsi 1928-ban Tevelhez csatolt egykor önálló kisközség Tolna vármegye Bonyhádi járásában, a Völgységben. Tevelről Závod irányában közelíthető meg.

## Jogállása
Kovácsi 1773-tól 1873-ig község, 1882-től az egyesítésig kisközség volt, 1895-től kezdve körjegyzőségekbe beosztva: Tevel mellé, kivéve 1905 és 1920 között, amikor Bonyháddal alkotott körjegyzőséget. Az anyakönyvezés is Tevelen történt.
A település az 1920-as évek végén veszítette el önállóságát: ekkor Tevel községhez csatolák, és innentől már szorosabban kapcsolódott a története Tevelhez. Az egyesítést a belügyminiszter egy 1927. március 24-én kelt, ún. szervezési szabályrendelete rendelte el. Egyben ekkor vált Tevel nagyközséggé. Az egyesítés előbb 1928. január 1-jén ideiglenesen, majd 1929. szeptember 30-án véglegesen is megtörtént.

## Története
Kovácsi története valószínűleg szorosan összefüggött Tevel történetével: tehát a területe a honfoglalásig szórványosan lakott lehetett. A honfoglalás után pedig a község fejedelmi szállásterülethez tartozhatott: lakói egykor – a község nevéből ítélve – kovácsmesterséggel foglalkoztak.
Györffy György abból következtett erre, hogy az Árpád-korban a fejedelmi, királyi udvarok számára különböző tevékenységeket végző embereket gyakran egy helyre telepítették, ezt más hazai településnevek is tükrözik, például Halászi, Hőgyész (a régi időkben a hermelint nevezték hölgynek, a hermelinvadászokat pedig hölgyészeknek), Lovászi, Hodász, Pásztori, Kismadarász (ma: Tomášov, Szlovákia), Nagymadarász (ma: Mădarăs, Románia).

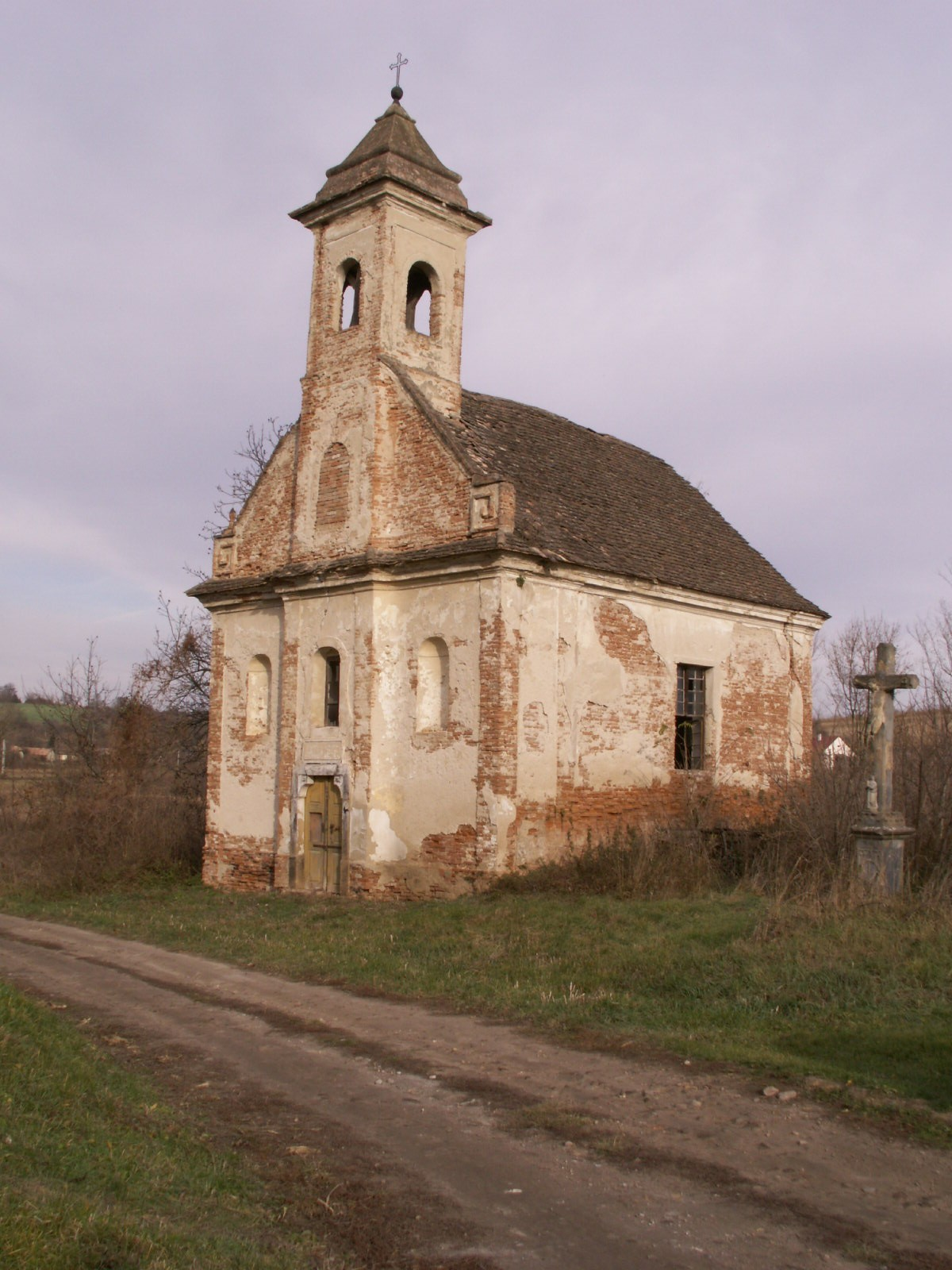
Kovácsi évtizedek óta használaton kívüli templomát 2017-ben lebontották.

Egy 1193-ban kelt oklevélben említik először, amely arról számol be, hogy III. Béla megerősíti, hogy anyja a fehérvári kereszteseknek adományozott néhány helységet, köztük Tevelt és Kovácsit is. 1397-ben Kowachy néven említik. A község nem túl nagy, de virágzó település lehetett a középkorban, azonban a török időkben teljesen elnéptelenedett. A 18. század első felében a mai Délnyugat-Németországból beköltöző katolikus telepesek beköltözése révén vált ismét lakott hellyé.
A 18. század folyamán gyarapodásnak indult a falu, a század végén a Dőry család birtokában állt, és főleg katolikusok lakták.
Német lakosságát a második világháború után zömmel kitelepítették: helyükre bukovinai székely és a csehszlovák–magyar lakosságcsere keretében felvidéki magyar családok költöztek. Azóta a Tevel központjától viszonylag távol eső település lakossága fokozatosan csökken.
Szent Lászlónak emelt templomát 1802-ben építették, először egy egyházlátogatási jegyzőkönyvben említik 1828-ban, eszerint a templomot megáldották a király tiszteletére, de nem került sor a felszentelésére. Utolsó felújítása 1873-ban volt, az 1970-es évekig használták. A falu elnéptelenedése során a Pécsi egyházmegye birtokában lévő templom is egyre rosszabb állapotba került, 2008-ban levetették a harangot és a keresztet és már ekkor kezdeményezték a bontást is, amely ekkor még a műemléki védettség miatt nem valósult meg, sőt kényszertatarozást írtak elő. Később a tető és a fal is beszakadt, emiatt előbb 2014-ben megszüntették műemléki védettségét, majd két, a megmenthetetlenségét igazoló statikai szakvélemény után 2017 nyarán lebontották.

## Demográfiai adatok
Az 1785-ös első népszámlálás szerint 35 házában 39 család lakott, tényleges népessége 188 fő volt. Az 1789-es összeírás szerint 39 család lakta, ami kb. 225 főt jelentett. Fényes Elek nyomán 1851-ben 220-an lakták. Az 1920-as népszámláláskor szerepel utoljára önálló községként,  eszerint 183-an lakták, a következőt már az egyesítés után tartották. A népességet és etnikai eloszlását az alábbi táblázat foglalja össze. Az 1828-as adat adóösszeírás, így a nemességet nem tartalmazza. Az 1880-as adatban nemzetiségbe be nem soroltak a még beszélni nem tudó csecsemők. A 2011-es népszámlálás adataiban mint gazdasági tevékenységhez, vagy egyéb funkcióhoz nem köthető lakóhely szerepel, ekkor 14 lakását 26 fő lakta.
| év   | népesség | magyar | német | egyéb |
| ---- | -------- | ------ | ----- | ----- |
| 1785 | 196      | n/a    | n/a   | n/a   |
| 1828 | 217      | n/a    | n/a   | n/a   |
| 1857 | 231      | n/a    | n/a   | n/a   |
| 1869 | 203      | n/a    | n/a   | n/a   |
| 1880 | 198      | 7      | 179   | 12    |
| 1890 | 195      | 5      | 190   | 0     |
| 1900 | 173      | 3      | 170   | 0     |
| 1910 | 180      | 2      | 178   | 0     |
| 1920 | 183      | 7      | 176   | 0     |